# Phyllidiopsis dautzenbergi
Phyllidiopsis dautzenbergi is een slakkensoort uit de familie van de Phyllidiidae. De wetenschappelijke naam van de soort is voor het eerst geldig gepubliceerd in 1912 door Vayssière.